# 巴倫廷·阿爾西納 (布宜諾斯艾利斯省)

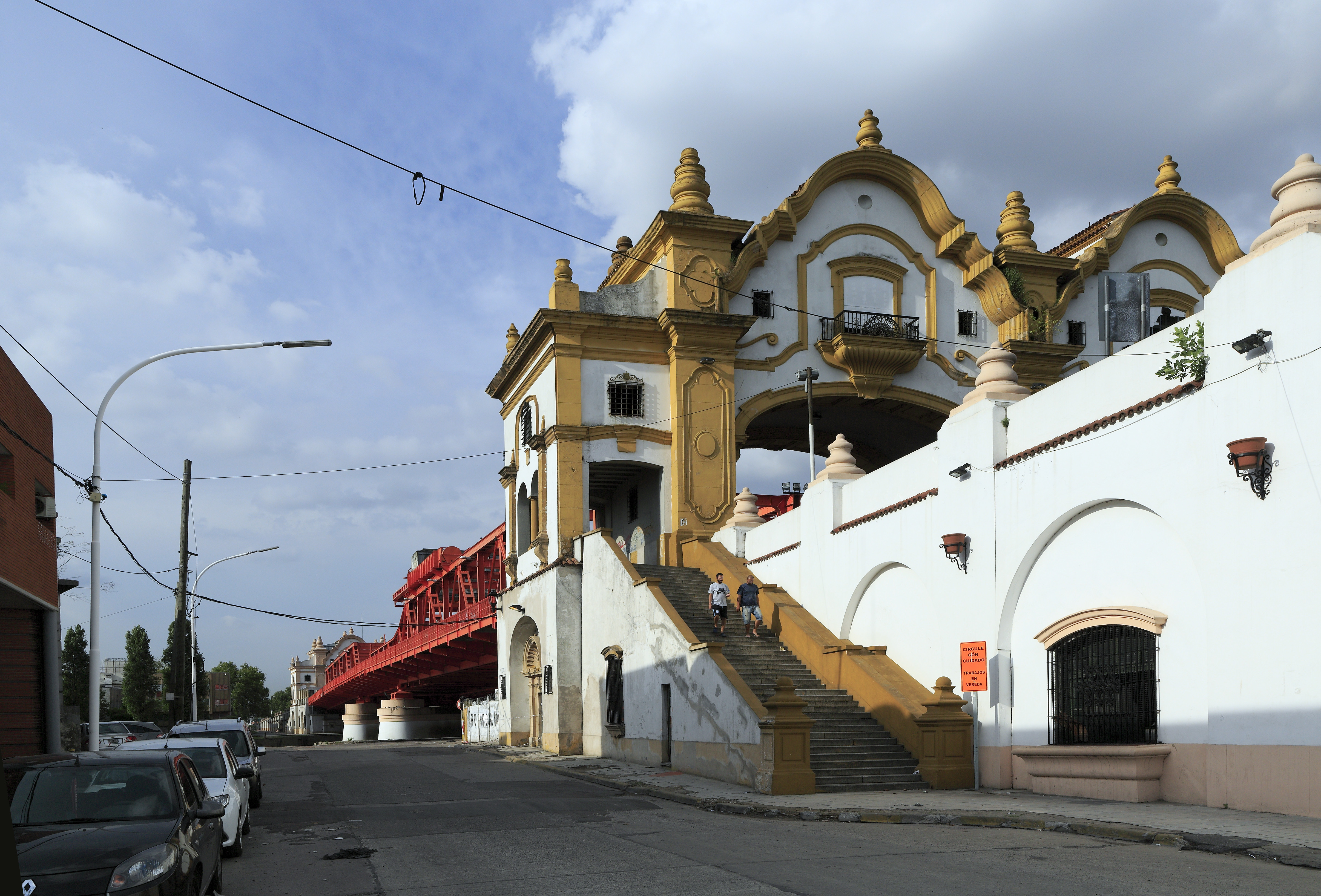
巴倫廷·阿爾西納

巴倫廷阿爾西納（Valentín Alsina）是阿根廷的城鎮，位於該國東北部，毗鄰首都布宜諾斯艾利斯，由布宜諾斯艾利斯省負責管轄，始建於1874年，海拔高度7米，2001年人口41,155。

## 外部連結
- Alsina Online - News and City Stories （西班牙文）

34°41′S 58°25′W / 34.683°S 58.417°W